# Alvares (hinduísmo)
Os alvares (em tâmil:  ஆழ்வார், romanizado: Āḻvār, lit. 'Os Imersos') eram poetas-santos tâmeis do sul da Índia que defendiam bhakti (devoção) ao deus hindu Vixnu em suas canções de saudade, êxtase e serviço. Eles são venerados no vixenuísmo, que considera Vixnu como a Realidade Suprema.
Muitos acadêmicos modernos colocam a vida dos alvares entre o século V e o século X d.C. Tradicionalmente, considera-se que os álvares viveram entre 4200 a.C. e 2700 a.C. A ortodoxia postula o número de alvares como dez, embora existam outras referências que incluem Andal e Maduracavi Alvar, aumentado para doze. Andal é a única alvar feminina entre os doze. Juntamente com os contemporâneos 63 naianares xivaítas, eles estão entre os santos mais importantes de Tâmil Nadu.
As manifestações devocionais dos alvares, compostas durante o início do período medieval da história tâmil, foram os catalisadores por trás do movimento bhakti através de seus hinos de adoração a Vixnu e seus avatares. Eles elogiaram os Divya Desams, os 108 reinos divinos de divindades afiliadas ao vixenuísmo. A poesia dos Alvars ecoa bhakti a Deus através do amor, e no êxtase de tais devoções eles cantavam centenas de canções que incorporavam tanto a profundidade do sentimento quanto a felicidade das expressões. A coleção de seus hinos é conhecida como Naalayira Divya Prabandham. A literatura bhakti nascida de alvares contribuiu para o estabelecimento e sustentação de uma cultura que se desviou da religião védica e se enraizou na devoção como único caminho para a salvação. Além disso, eles contribuíram para versos devocionais tâmeis independentes do conhecimento do sânscrito. Como parte do legado dos alvars, cinco tradições filosóficas vixenuístas (sampradaias) se desenvolveram ao longo de um período de tempo.